# ボグダン2世
ボグダン2世（Bogdan II、1409年 – 1451年10月17日）は、中世のモルダヴィア公。「大公（cel Mare）」と称されるシュテファン3世の父であり、「串刺し公」として有名なワラキア公ヴラド3世の叔父にあたる。1449年10月12日に即位したが、1451年10月17日に暗殺された。

## 家族
ボグダン2世の母親は不明であり、このためアレクサンドル1世の婚外子であったとか、実際にはアレクサンドル1世の弟であったとする説を唱える歴史家も存在する。ボグダン2世の即位にはフニャディ・ヤーノシュの大きな支援があり、極めて良好な関係を築いていた。妻ドアムナ・オルテアは後にマリアという修道名で修道女となり、1465年11月4日に亡くなった。その亡骸はスチャヴァ県のプロボタ修道院に埋葬された。息子シュテファンは後にシュテファン3世としてモルダヴィア公に即位し、反オスマン帝国闘争を率いて大公と称された。